# Economie comportamentală
Economia comportamentală este o ramură a economiei care studiază efectele factorilor psihologici, cognitivi, factori emoționali, factori culturali și sociali asupra deciziilor indivizilor și instituțiilor și modul în care aceste decizii variază de cele implicate de teoria economică clasică.
Economia comportamentală este preocupată în primul rând de limitele raționalității agenților economici. Modelele comportamentale integrează în mod obișnuit idei din psihologie, neuroștiințe și teoria microeconomică. Studiul economiei comportamentale include modul în care sunt luate deciziile de piață și mecanismele care determină alegerea publicului. Elementele de marketing online în 2021 devin din ce in ce mai complexe și noile instrumente folosesc influențe și strategii bazate pe comportamentul si studii asupra dopaminei din corp.